# Demonios (The X-Files)
«Demons» es el vigésimo tercer episodio de la cuarta temporada de la serie de televisión estadounidense de ciencia ficción The X-Files. Se estrenó en la cadena Fox en Estados Unidos el 11 de mayo de 1997. Fue escrito por R. W. Goodwin y dirigido por Kim Manners. El episodio ayuda a explorar la mitología general de la serie. «Demons» recibió una calificación  Nielsen de 11,8, siendo visto por 19,1 millones de espectadores en su emisión inicial. El episodio recibió críticas en su mayoría positivas de los críticos de televisión, y muchos elogiaron el aspecto del episodio sobre la mente de Mulder.
El programa se centra en los agentes especiales del FBI Fox Mulder (David Duchovny) y Dana Scully (Gillian Anderson) que trabajan en casos relacionados con lo paranormal, llamados expedientes X. Mulder cree en lo paranormal, mientras que la escéptica Scully ha sido asignada para desacreditar su trabajo. En este episodio, Mulder se despierta en un hotel con sangre por todas partes y sin recordar lo que pasó. Mulder y Scully pronto descubren que Mulder estuvo involucrado en un doble homicidio y puede haber sido el asesino. Pronto se revela que Mulder había estado viendo a un médico que le había permitido ver destellos de sus recuerdos pasados. Después de que la evidencia se vuelve primordial, Mulder es absuelto de los cargos de asesinato.
El episodio fue escrito por R. W. Goodwin, productor ejecutivo y director del programa. Esto marcó la segunda instancia en la que un miembro del equipo de producción escribió un episodio, después de la entrada de la tercera temporada «Wetwired», escrita por Mat Beck. El episodio fue influenciado por An Anthropologist on Mars, una serie de ensayos de Oliver Sacks, en particular «The Landscape of Dreams» con un hombre que podía recordar cada detalle de su infancia. Durante las secuencias de flashback del episodio, se crearon varios efectos manipulando la cámara y su metraje.

## Argumento
La mente de Fox Mulder (David Duchovny) recuerda estar en el ático con su hermana Samantha mientras sus padres discuten abajo. De vuelta al presente, Mulder se despierta en una habitación de hotel en Providence, Rhode Island, cubierto de sangre. Mulder llama a Dana Scully (Gillian Anderson), quien llega y lo encuentra en estado de shock. Mulder tiene un fuerte dolor de cabeza y no recuerda lo que ha hecho en los últimos dos días. Scully descubre que se han disparado dos balas del arma de Mulder y que tiene llaves que pertenecen a David y Amy Cassandra. Scully quiere que Mulder ingrese en un hospital, pero él quiere saber si estuvo involucrado en un crimen antes de hacerlo. Los agentes llegan a la casa de Cassandra donde el ama de llaves les dice que no están en casa. Mulder reconoce una casa en muchas de las pinturas de Cassandra: una casa que está cerca de la casa de verano de sus padres en Rhode Island. Cuando llegan allí, Mulder tiene fuertes dolores en la cabeza y recuerda cuando era niño, viendo una versión más joven del fumador (Chris Owens) en su casa. Los agentes ingresan a la casa, donde encuentran a lo Cassandra muertos por heridas de bala.
Los agentes llaman a la policía, que se lleva a Mulder con ellos debido a las pruebas circunstanciales en su contra. Scully realiza una autopsia a Amy Cassandra y encuentra una costra en la frente. El detective a cargo del caso le dice a Mulder que han encontrado la sangre de David y Amy en su camisa. Mulder se niega a confesar los asesinatos, sin recordar nada. Scully llega diciendo que encontró rastros de ketamina en la sangre de Amy, una sustancia anestésica que tiene propiedades alucinógenas. La sustancia también se detectó en la sangre de Mulder. Mientras tanto, uno de los oficiales de la estación se suicida; tiene síntomas similares a los de los Casandra. Mulder sufre una convulsión y retrocede a su infancia nuevamente, presenciando a sus padres discutiendo con el fumador. Scully ve a Mulder al día siguiente y le dice que cree que los Cassandra se suicidaron después de recibir tratamiento psiquiátrico y que Mulder los estaba visitando por sus experiencias de abducción extraterrestre.
Los agentes visitan al Dr. Goldstein en Warwick, Rhode Island, quien estaba tratando a Amy con un método agresivo para ayudarla a recuperar sus recuerdos de abducción. Goldstein también trató al oficial de policía, pero dice que no ha conocido a Mulder antes. Mulder tiene otro flashback doloroso del fumador discutiendo con su madre, Teena Mulder. Mulder rechaza la solicitud de Scully de ir al hospital y va a visitar a su madre, exigiéndole que explique lo que realmente sucedió cuando tuvieron que elegir entre él y Samantha. Mulder cree que el fumador los obligó a llevarse a Samantha. Mulder también cuestiona quién es realmente su padre. La madre de Mulder se enfada y se niega a darle respuestas. Más tarde, Mulder visita a Goldstein y lo convence de que lo trate nuevamente para que recuerde lo que realmente sucedió. Mulder tiene más visiones del pasado. Scully y la policía llegan poco después para arrestar a Goldstein, pero descubren que Mulder se ha ido. Scully lo encuentra en la casa de verano de la familia en Rhode Island y logra calmarlo. Si bien Mulder es absuelto en la muerte de los Cassandra, lo que realmente sucedió cuando era niño sigue siendo un misterio.

## Producción

### Escritura

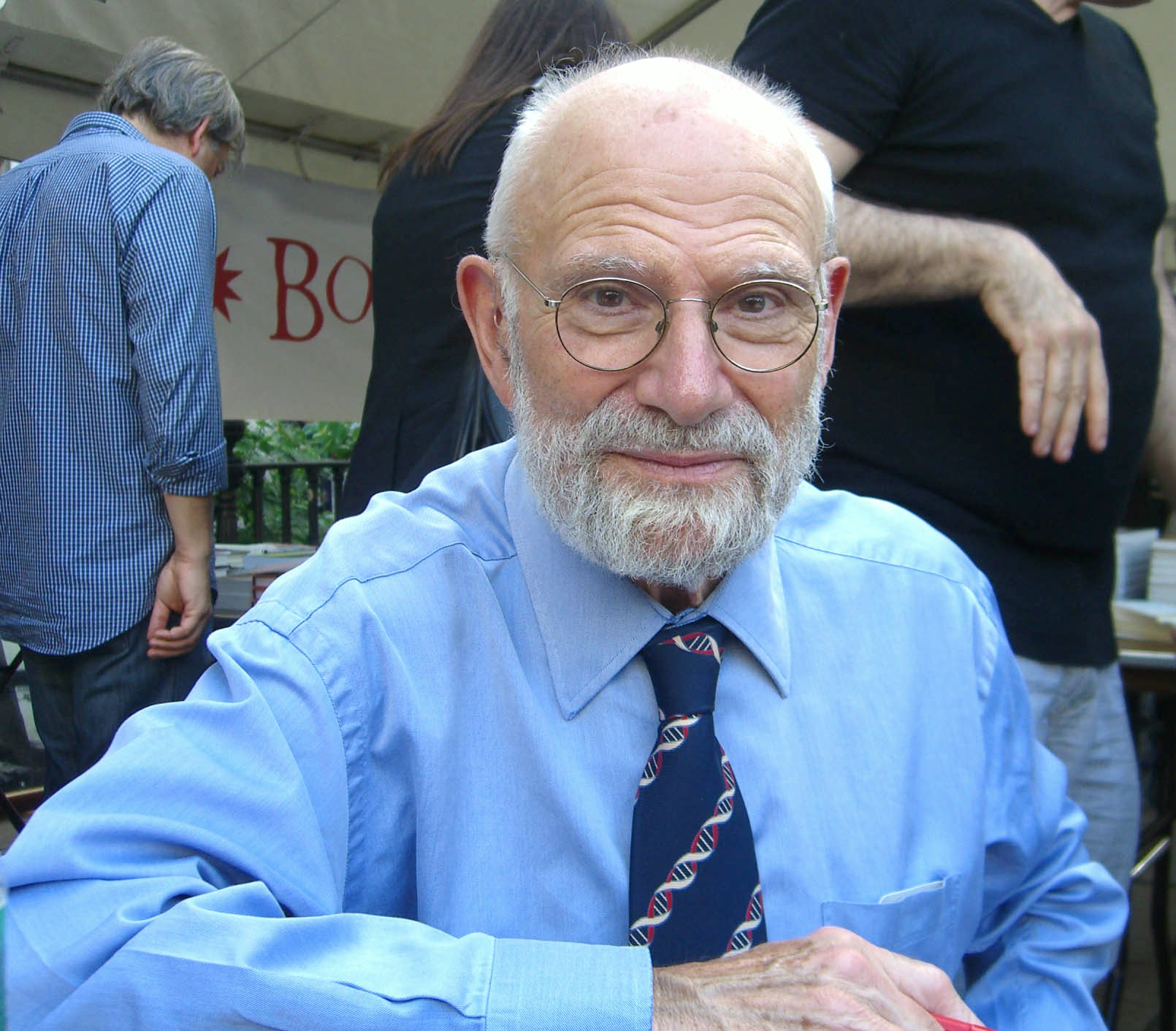
El episodio se inspiró en el ensayo «The Landscape of His Dreams», escrito por Oliver Sacks.

«Demons» fue escrito por R. W. Goodwin, productor ejecutivo y director del programa. Goodwin se inspiró para escribir el episodio después de leer «The Landscape of Dreams», un ensayo del neurólogo y autor de éxito de ventas Oliver Sacks del libro de antología An Anthropologist on Mars: Seven Paradoxical Tales (1995), que detalla a un hombre que podría recordar cada detalle de su infancia. Interesado en esta idea, Goodwin desarrolló una historia en la que «Mulder se despierta en un lugar extraño [sin] idea de cómo llegó allí». Después de recibir la aprobación del creador de la serie Chris Carter, Goodwin pasó aproximadamente seis semanas escribiendo el episodio final.
El episodio explora el pasado del fumador, el principal antagonista de la serie. William B. Davis, el actor que interpretó al personaje, señaló más tarde: «A medida que se desarrollaba la historia, desarrollamos una relación entre el fumador y el padre aparente de Mulder, y el Fumador y la madre de Mulder; luego comenzamos a rellenar con un conexión histórica». Carter explicó que el episodio fue el comienzo de la mayor conspiración de la serie: «Es un desarrollo interesante porque realmente fue el desarrollo de la conspiración. Los elementos de la conspiración fueron parte de su desarrollo. Pero la historia de fondo [del fumador], por supuesto, entrelazada con la de Mulder». Para este episodio, el actor Chris Owens repitió su papel del fumador; anteriormente lo había interpretado en el episodio anterior de la temporada «Musings of a Cigarette Smoking Man».
El episodio se basa en la idea de que el síndrome de Geschwind (un grupo de fenómenos conductuales, uno de los cuales es la capacidad de recordar cada recuerdo de la vida más joven de uno) puede autoinducirse mediante el uso de una combinación única de tecnología y medicamentos, algo que es no respaldado por la medicina moderna. Al escribir el episodio, Goodwin era consciente de la inverosimilitud de la idea y admitió que se tomó importantes libertades creativas con el desorden. De hecho, la tecnología utilizada en el episodio para inducir los flashbacks de Mulder se basó en varios equipos New Age, incluido un «estimulador cerebral».

### Rodaje
La cabaña utilizada en el episodio era en realidad una granja ubicada en South Surrey, cerca de donde se filmaron los episodios anteriores «Home» y «Tunguska». El departamento de arte del programa alquiló y renovó la casa, tomó fotografías del edificio y luego lo devolvió a su estado original para la filmación real. Luego, las pinturas de la casa se manipularon con Adobe Photoshop y Corel Painter, lo que permitió que pareciera que Amy Cassandra había hecho numerosas pinturas de la casa.
Los operadores de cámara y los editores del programa utilizaron varias técnicas de distorsión para dar a las secuencias de flashback una sensación nebulosa, incómoda y «distemporal». Primero, el obturador de la cámara se «detenía y arrancaba continuamente» para dar a las escenas capturadas una sensación de «fuera de tiempo». Los colores de las escenas luego se manipularon filtrando los negativos de las tiras de película con luces estroboscópicas durante el procesamiento y el revelado. Para aumentar la sensación de desorientación y confusión, el productor Paul Rabwin mezcló el diálogo de las escenas con el ruido ambiental de fondo.

## Recepción
«Demons» se emitió originalmente en los Estados Unidos por la cadena Fox el 11 de mayo de 1997. Este episodio obtuvo una calificación Nielsen de 11,8, con una participación de 18, lo que significa que aproximadamente el 11,8 por ciento de todos los hogares equipados con televisión y el 18 por ciento de los hogares que miraban televisión sintonizaron el episodio. Fue visto por 19,10 millones de espectadores.
La respuesta crítica al episodio fue en su mayoría positiva. Zack Handlen de The A.V. Club escribió muy bien sobre el episodio y le otorgó una A−. Handlen elogió la exploración del episodio de la mente de Mulder y señaló que la entrada permitió a la audiencia ver la visión del mundo de Mulder. Argumentó que «la necesidad desesperada de Mulder de entender qué le pasó a su hermana [...] lo lleva a esperar la traición, porque al menos con la traición, el mundo tiene algún tipo de sentido». Sin embargo, sí escribió que estaba «un poco decepcionado por cómo “Demons” no se sostiene en retrospectiva desde la perspectiva de la historia», pero señaló que «lo que funciona aquí es genial». Paula Vitaris de Cinefantastique dio al episodio una crítica en gran medida positiva y le otorgó tres estrellas y media de cuatro. Ella escribió que «Demons» funciona «como un estudio del personaje de Mulder» y elogió las secuencias de «flashback hiperrealistas» del episodio. Vitaris, aunque calificó la estructura de la historia como «no particularmente imaginativa», escribió que «la condición de Mulder es intrigante». No todas las críticas fueron positivas. Robert Shearman y Lars Pearson, en su libro Wanting to Believe: A Critical Guide to The X-Files, Millennium & The Lone Gunmen, calificaron el episodio con una estrella y media de cinco, llamándolo «el episodio equivocado en el momento equivocado». Los dos argumentaron que la atención prestada al «aneurisma» potencial de Mulder se yuxtapone extrañamente al lado del cáncer cerebral real y potencialmente mortal de Scully. Sin embargo, llamaron a las secuencias de flashback «obras maestras de la edición», pero señalaron que su contenido «carecía de información».